# 붉은부드러운털가시쥐
붉은부드러운털가시쥐 또는 붉은나무쥐(Diplomys labilis)는 가시쥐과에 속하는 설치류이다. 콜롬비아와 에콰도르, 파나마에서 발견된다. 2015년 11월, 코스타리카 연구원 코르도바-알파로(Jim Córdoba-Alfaro)가 코스타리카 오사에서 코스타리카에서는 처음으로 발견된다. 야행성 동물이며, 나무 위에서 생활하며 과일과 어린 새싹을 먹는다. 암컷은 한 두 마리의 새끼를 낳고, 성적으로 성숙해지는 데 약 1년 정도 걸린다.